# Antônio de Pádua Ribeiro
Antônio de Pádua Ribeiro (Pará de Minas, 22 de outubro de 1940) é um magistrado e jurista brasileiro, atualmente ministro aposentado do Superior Tribunal de Justiça (STJ). 
Fez parte do corpo do Superior Tribunal de Justiça desde o momento de sua fundação, em abril de 1989, contribuindo significativamente para sua criação até setembro de 2007. Durante sua participação na  Assembleia Nacional Constituinte, presidiu a comissão designada pelo extinto Tribunal Federal de Recursos, encarregada de definir a estrutura e as competências constitucionais dos diversos órgãos do Judiciário, com foco principal no  STJ. Além disso, desempenhou um papel ativo nos estudos que resultaram na criação dos cinco tribunais regionais federais, os quais substituíram, na nova ordem constitucional, o Tribunal Federal de Recursos.

## Carreira

### Formação, docência e advocacia
Finalizou a primeira parte dos estudos, primário e curso ginasial, em Pará de Minas. Realizou o curso secundário no Colégio Pedro II, no Campo de São Cristóvão, no Rio de Janeiro. Mudou-se para Brasília após a formatura de segundo grau. Concluiu o bacharelado em Direito em 1967 e a pós-graduação em Direito Processual Civil em 1970 na Universidade de Brasília.
Atuou como coordenador-geral e professor titular interino de prática forense na Faculdade de Direito do Centro Universitário de Brasília durante o período de 1971 a 1979 e ministrou aulas de direito processual civil e direito administrativo. Além disso, teve participação ativa como coordenador de cursos de especialização, em nível de pós-graduação, em direito processual civil, tanto na Faculdade de Direito do CEUB quanto na Faculdade de Direito da AEUDF.
Contribuiu como professor de direito administrativo na Faculdade de Ciências Econômicas, Contábeis e de Administração do Distrito Federal e foi professor titular de direito processual civil e de Teoria Geral do Processo, da Faculdade de Direito da AEUDF (Parecer n° 1.225/73 do Conselho Federal de Educação) e do curso de especialização em direito processual civil da referida Faculdade (Parecer n° 291/84 do Conselho Federal de Educação).
Integrou a Ordem dos Advogados do Brasil, Seção do Distrito Federal, o Sindicato dos Jornalistas Profissionais do Distrito Federal e foi membro fundador da  Associação dos Procuradores da República. Além disso, foi membro fundador do Instituto de Direito Processual Civil, Seção do Distrito Federal.
No serviço público atuou como revisor do Departamento de Imprensa Nacional (1960-1962). Depois, ocupou vários cargos na Câmara dos Deputados, incluindo Auxiliar Legislativo (1962-1964), Secretário da Comissão de Redação (1964-1967), Oficial Legislativo (1964-1972) e Assessor da Mesa (1967-1969). Paralelamente ao seu trabalho na Câmara dos Deputados, ele exerceu a advocacia em Brasília de 1967 a 1979, com algumas interrupções devido à incompatibilidade com o exercício de cargos públicos. Durante esse período, ele também serviu como Procurador da Câmara dos Deputados de 1969 a 1970. Ocupou o cargo de Secretário Jurídico do Supremo Tribunal Federal de 1970 a 1972 e foi Assessor Especial do Ministro da Justiça em 1972.

### Ministério Público Federal
Começou como Procurador da República no Distrito Federal de 1972 a 1979. Em 1970, assumiu o cargo de Secretário Jurídico do Supremo Tribunal Federal, posição que ocupou até 1972. Posteriormente, de 1972 a 1976, serviu como Assessor do Procurador-Geral da República. Progrediu através das categorias de Procurador da República, alcançando a 3ª Categoria em novembro de 1972, a 2ª Categoria em março de 1973 e a 1ª Categoria em junho de 1973.
Desempenhou um papel  na elaboração de legislação importante pois foi membro da Comissão encarregada de elaborar e preparar o Anteprojeto da Lei Orgânica do Ministério Público Federal e em 1977 participou da Comissão indicada para elaborar o Anteprojeto de Lei Complementar que estabelece normas gerais sobre a organização do Ministério Público. Foi promovido a Subprocurador-Geral da República em 1979.

### Tribunal Federal de Recursos
Nomeado Ministro do Tribunal Federal de Recursos em 1980 e tornou-se membro da Segunda Seção e da Quarta Turma. Fez parte da Comissão de Jurisprudência de 1980 a 1989. Participou da Comissão Temporária Examinadora de Concurso Público em abril de 1987 e presidente da Comissão Temporária encarregada de apresentar estudos e sugestões à Assembleia Nacional Constituinte. Também participou da comissão que elaborou o Regimento Interno do  STJ de setembro de 1988 a abril de 1989.

### Superior Tribunal de Justiça
Com a promulgação da Constituição de 1988, tornou-se Ministro do Superior Tribunal de Justiça e foi designado para compor a Sexta Turma na Primeira Sessão Extraordinária do  STJ. Ele serviu como Corregedor-Geral da Justiça Federal de 1989 a 1991. Durante o mesmo período, foi membro efetivo do Conselho da Justiça Federal. Coordenou os serviços de informática do Superior Tribunal de Justiça e do Conselho da Justiça Federal. Logo depois, atuou como membro da Primeira Seção e da Segunda Turma de 1991 a 1997 e presidente da Segunda Turma de 1992 a 1994.
Ele foi designado para a Comissão da Reforma do Judiciário, encarregada de apresentar estudos e sugestões à revisão de que trata o art. 3° do ADCT da Constituição Federal e atuou como Coordenador da Revisão Constitucional. 
Serviu como vice-presidente do Superior Tribunal de Justiça e do Conselho da Justiça Federal de junho de 1997 a abril de 1998 e, posteriormente, assumiu a sua presidência de abril de 1998 a abril de 2000.
Foi membro da Segunda Seção e da Terceira Turma de abril de 2000 a junho de 2005 e membro efetivo do Conselho de Administração e presidiu a Comissão de Jurisprudência de 2000 a 2005. 
Presidiu a Terceira Turma de 2002 a 2004 e foi membro da Comissão Especial para o Estatuto da Magistratura Nacional de 2003 a 2007. Também serviu como o primeiro Corregedor-Geral do Conselho Nacional de Justiça de 2005 a 2007 e foi membro do Conselho de Administração durante o mesmo período. Além disso, ele foi membro da Segunda Seção e da Quarta Turma de junho até a sua aposentadoria em setembro de 2007.

### Tribunal Superior Eleitoral
Atuou como Ministro Substituto do Tribunal Superior Eleitoral a partir de 1992, tornando-se Ministro Titular do mesmo tribunal de 1994 a 1996. Durante esse tempo, também atuou como Corregedor-Geral da Justiça Eleitoral. Foi integrante da Comissão de Estudos da Reforma Eleitoral (denominada "Comissão dos Notáveis"). Também liderou a subcomissão temática responsável pela seção “Financiamento e Campanhas Eleitorais”. Posteriormente, foi nomeado como membro da Comissão de Sistematização dos Trabalhos (Portaria n° 177/95; Diário do Congresso Nacional, publicado em 2/6/1996).

### Missões no exterior
No período entre 29 de setembro e 19 de outubro de 1989, o Ministro Corregedor-Geral da Justiça Federal visitou a Europa a convite da  ONU. Durante essa visita, estiveram em Viena, Roma, Milão e Lisboa. Nessas cidades, deram continuidade às ações iniciadas pelas administrações anteriores do antigo Tribunal Federal de Recursos e do Superior Tribunal de Justiça. Mantiveram diversos contatos com altos funcionários da  ONU e do Governo italiano, com o objetivo de esclarecer o plano de Modernização da Justiça Federal no Brasil e sua repercussão no âmbito social. Almejavam obter apoio junto às instituições internacionais de financiamento. As gestões realizadas consideraram especialmente o desenvolvimento da informática e a criação da Escola Nacional da Magistratura e do Centro de Estudos dos Servidores da Justiça.
Em 1990, representou o Superior Tribunal de Justiça no VIII Congresso das Nações Unidas sobre Prevenção do Delito e Tratamento do Delinquente, realizado em Havana, Cuba. Também representou o Tribunal Superior  Eleitoral na V Conferência da Associação de Organismos Eleitorais da América do Sul, realizada em  Santiago, Chile.
Participou do XIV Congresso Internacional de Direito Penal em Viena, Áustria, em outubro de 1989. Em 1998, a convite da Associação dos Magistrados Brasileiros, participou do 41º Encontro da União Internacional dos Magistrados, realizado na Cidade do Porto, Portugal.
Em 1999, foi designado pelo Presidente da República para participar do Congresso Brasil-Portugal Ano 2000, em Portugal, onde proferiu uma palestra sobre o tema: O Judiciário como Poder Político no Brasil do Século XXI. Além dessas, também realizou outras missões oficiais na Polônia, Rússia, Reino Unido, Escócia e França, onde visitou instituições jurídicas e governamentais.

## Trabalhos jurídicos publicados
- RIBEIRO, Antônio de Pádua. Reflexões jurídicas: palestras, artigos e discursos. Brasília: Brasília Jurídica, 2000.

- BRASIL. Superior Tribunal de Justiça. Antecedentes históricos do Superior Tribunal de Justiça. Brasília: Superior Tribunal de Justiça, 1989.

- RIBEIRO, Antônio de Pádua. Mandado de segurança: alguns aspectos atuais. In: TEIXEIRA, Sálvio de Figueiredo (Coord.). Mandados de segurança e de injunção: estudos de Direito Processual-Constitucional em memória de Ronaldo Cunha Campos. São Paulo: Saraiva, 1990. p. 151-166.

- RIBEIRO, Antônio de Pádua. Execução contra a Fazenda Pública. In: BRASIL. Superior Tribunal de Justiça (STJ). Ensaios jurídicos. Brasília: Consulex, 2003. p. 159-172.

- RIBEIRO, Antônio de Pádua. Medidas de urgência e sua cassação. In: CALMON, Eliana; BULOS, Uadi Lammêgo (Coord.). Direito Processual: inovações e perspectivas: estudos em homenagem ao Ministro Sálvio de Figueiredo Teixeira. São Paulo: Saraiva, 2003. p. 25-37.

- RIBEIRO, Antônio de Pádua. O Judiciário como poder político no século XXI. Revista de Informação Legislativa, Brasília, v. 36, n. 144, p. 91-100, out./dez. 1999.

- RIBEIRO, Antônio de Pádua. Do recurso especial para o Superior Tribunal de Justiça. In: TEIXEIRA, Sálvio de Figueiredo (Coord.). Recursos no Superior Tribunal de Justiça. São Paulo: Saraiva, 1991. p. 49-65.

- RIBEIRO, Antônio de Pádua. O poder judiciário: algumas reflexões. In: TEIXEIRA, Sálvio de Figueiredo (Coord.). O Judiciário e a Constituição. São Paulo: Saraiva, 1994. p. 31-51.

- RIBEIRO, Antônio de Pádua. Exercício da eficácia do controle público. In: TEIXEIRA, Sálvio de Figueiredo (Coord.). Estudos em homenagem ao Ministro Adhemar Ferreira Maciel. São Paulo: Saraiva, 2001. p. 17-24.

- RIBEIRO, Antônio de Pádua. Conselho da Justiça Federal: 50 anos. Revista CEJ, Brasília, v. 20, n. 69, p. 12-15, maio/ago. 2016.

- RIBEIRO, Antônio de Pádua. Medidas de urgência e sua cassação. In:  MARTINS, Ives Gandra; NALINI, José Roberto (coord.). Dimensões do direito contemporâneo: estudos em homenagem a Geraldo de Camargo Vidigal. São Paulo: IOB, 2001. p. 65-73.

## Honrarias
Foi agraciado com diversas honrarias e prêmios ao longo de sua carreira. A seguir, apresenta uma lista das condecorações que enriquecem seu currículo:
- "Ordem do Mérito Naval", recebida em cerimônia ocorrida no Comando Naval de Brasília.

- Medalha "Amigo da Marinha", Ministério da Marinha, em 1968.

- Medalha do Pacificador, concedida em 1980.

- Ordem do Mérito Militar, no grau de Grande Oficial, concedida em 1982.

- Ordem do Mérito Aeronáutico, no grau de Grande Oficial, concedida em 1983.[9]

- Medalha do Jubileu de Ouro, concedida pelo  CONFEA, em 1984.

- Diploma do Mérito da Cidade de Pará de Minas, conferido pela Lei Municipal n° 2.504, de 1988.[10]

- "Professor Emérito", título conferido pela Congregação da Faculdade de Direito das Faculdades Metropolitanas Unidas e recebido em 1988.

- Colar do Mérito Judiciário, concedido pelo Tribunal de Justiça do Rio de Janeiro em 1990.

- "Medalha da Ordem do Mérito Legislativo", no grau de "Grande Mérito", outorgada pela Câmara Municipal de Belo Horizonte e recebida em 1990.

- Medalha do Mérito Judiciário, outorgada pelo Tribunal de Justiça do Estado do Acre em 1991.

- Diploma de Honra ao Mérito, concedido pela Faculdade de Direito da Universidade de Brasília em 1992.

- "Medalha de Honra da Inconfidência", outorgada pelo Governo do Estado de Minas Gerais e recebida em abril de 1992.

- Ordem do Mérito Judiciário Militar, no grau de alta distinção, recebida em 1993.

- "Medalha Jubileu de Prata", concedida pelo Centro de Ensino Unificado de Brasília em 1993.

- Ordem do Mérito de Brasília, no grau de "Grande Oficial", recebida em 1994.

- Grande Medalha da Inconfidência, concedida pelo Governo do Estado de Minas Gerais e recebida em 1996.

- Medalha do Mérito Judiciário concedida pela Associação dos Magistrados Brasileiros e recebida em 1997.

- Medalha do Mérito Cultural da Magistratura, concedida pelo Instituto dos Magistrados do Brasil e recebida em 1997.

- Medalha do Mérito Judiciário Desembargador Joaquim Nunes Machado, no Grau de Grão-Colar, outorgada pelo Tribunal de Justiça do Estado de Pernambuco e recebida em 1998.[11]

- Medalha Alferes Joaquim José da Silva Xavier, concedida pelo Comando Militar do Distrito Federal e recebida em 1998.

- Colar do Mérito Judiciário, concedido pelo Tribunal de Justiça do Estado do Amapá em 1998.

- Título "Tricolores Ilustres", concedido pelo Fluminense Football Club em 1998.

- Ordem do Mérito das Forças Armadas, no Grau de Grande Oficial, concedida em 1998.

- Medalha Ordem São José Operário do Mérito Judiciário do Trabalho, outorgada pelo Tribunal Regional do Trabalho da 23.ª Região e recebida em 1998.

- Medalha do Mérito Judiciário Desembargador Moura Castro, outorgada pelo Tribunal de Justiça do Estado de Alagoas em 1998.

- Medalha Desembargador Hélio Costa, outorgada pela Comarca de Pará de Minas e recebida em  1998.

- Medalha do Mérito do Poder Judiciário do Estado do Ceará, outorgada pelo Tribunal de Justiça do Estado do Ceará e recebida em 1999.

- Medalha da Ordem do Mérito Judiciário Militar, promoção ao grau de Grã-Cruz, concedida pelo Conselho da Ordem do Mérito Judiciário Militar -  STM em 1999.

- "Ordem do Mérito Naval", promoção ao grau de Grande Oficial, concedida pelo Grão-Mestre da Ordem do Mérito Naval, em 1999.

- Medalha da Ordem do Mérito Judiciário do Trabalho, promoção ao grau de Grã-Cruz, concedida pelo Conselho da Ordem do Mérito Judiciário do Trabalho -  TST em 1999.

- Ordem do Mérito Naval, promoção ao grau de Grande Oficial, recebida em 1999.

- Colar do Mérito Judiciário, outorgado pelo Tribunal de Justiça do Estado de Rondônia e recebido em 1999.

- Grande Colar de Alta Distinção da Ordem do Mérito Pontes de Miranda, outorgado pelo Tribunal Regional Federal da 5.ª Região e recebido em 1999.

- Ordem do Mérito de Dom Bosco, Grau Grande Cruz, outorgada pelo Tribunal Regional do Trabalho da 1.ª Região e recebida em 1999.

- Colar do Mérito Judiciário, outorgado pelo Tribunal de Justiça do Estado de Goiás e recebido em 1999.

- Medalha da Ordem do Mérito Judiciário do Trabalho, promoção ao grau de Grã-Cruz, em 1999.

- Colar do Mérito Judiciário, Grau Grã-Cruz, outorgado pelo Tribunal de Justiça do Distrito Federal e Territórios e recebido em 2000.

- Medalha Grã-Cruz do Mérito Judiciário, outorgada pelo Tribunal de Justiça do Estado do Espírito Santo e recebida em 2000.

- Medalha da Ordem do Mérito de Brasília, Grau Grã-Cruz, em 2000.

- "Medalha Grã-Cruz do Mérito Judiciário", outorgada pelo Tribunal de Justiça do Estado do Espírito Santo e recebida em 2000.

- Troféu Dom Quixote oferecido pela Revista Justiça e Cidadania, recebido em 2000.[12]

- Colar do Mérito Judiciário Ministro Pedro Lessa, outorgado pelo Tribunal Regional Federal da 3.ª Região em 21 de setembro de 2000.[13]

- Medalha Justiça Século XXI, outorgada pela Justiça Federal em 2001.

- Ordem do Mérito Judiciário do Trabalho Juiz Ari Rocha, Grau Grã-Cruz, outorgada pelo Tribunal Regional do Trabalho da 3.ª Região e recebida em 2003.

### Troféus, Medalhas e Diplomas de Presença Internacionais
- Cour de Cassation, Paris, França.

- École Nationale de La Magistrature, Paris, França.

- Supremo Tribunal de Justiça, Lisboa, Portugal.

- Suprema Corte de Justiça, Moscou, Rússia.

- Duma Estatal, Moscou, Rússia.

- SEJM RZECZYPOSPOLITEI POLSKIEJ (Parlamento da Polônia), Varsóvia.

- Ministério da Justiça, Varsóvia, Polônia.

- High Court Of Judiciary, Edimburgo, Escócia.

- Palatul Justianei, Bucuresti, Romênia.

- V Conferência de La Associación de Organismos Electorales de América De Sur (Protocolo De Quito),  Santiago, Chile.

- 41ª Reunião da União Internacional dos Magistrados, Porto, Portugal.